# St. Marien (Altenschönbach)

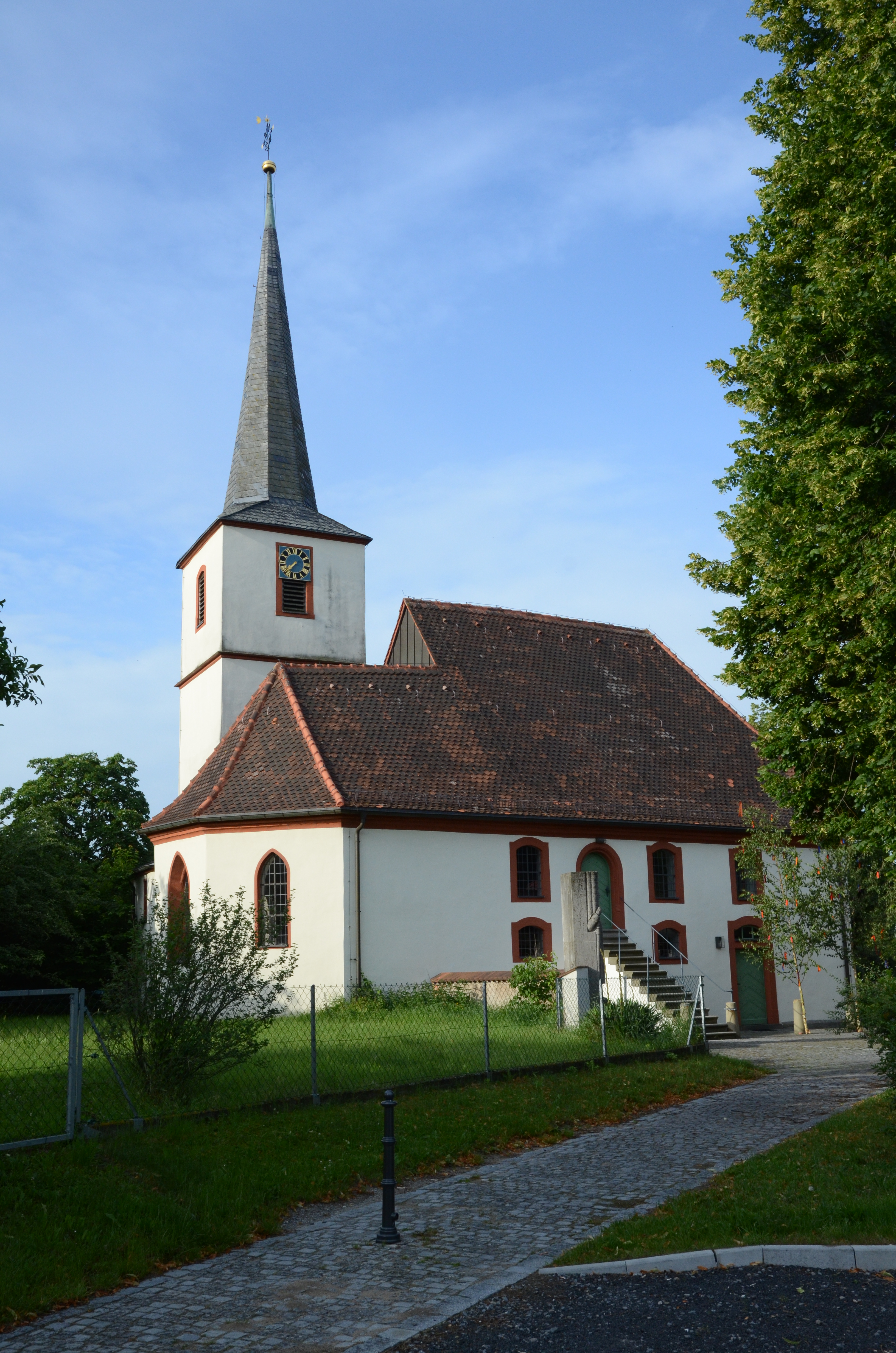
Die Kirche in Altenschönbach

Die evangelisch-lutherische Pfarrkirche St. Marien im unterfränkischen Altenschönbach ist eine der Sehenswürdigkeiten des Prichsenstädter Ortsteils. Sie liegt an der Hauptstraße des Dorfes und ist heute Teil des Dekanats Castell.

## Geschichte
Die Geschichte einer Kirche in Altenschönbach beginnt erst mit dem 14. Jahrhundert. Zuvor war das Dorf im Jahr 1230 erstmals erwähnt worden, über die damaligen kirchlichen Verhältnisse schweigen die Quellen allerdings. Um 1350 wurde dann ein Gotteshaus in dem Dorf fassbar. Es war damals elf Meter lang und sieben Meter breit. Die Kirche stand an derselben Stelle wie der heutige Bau, war jedoch nicht mit einem Turm ausgestattet.
Im Jahr 1496 war die alte Kirche baufällig geworden und man riss sie größtenteils ab. Beim Neubau entstand die Grundform der heutigen Kirche und neben dem Bau der Turm. 1525 brannten die Bauern die Kirche nieder, als sie gegen die Burg der verhassten Herren von Crailsheim, die damaligen Dorfherren, vorgingen. Der Wiederaufbau ging zügig voran, sodass das Gebäude bald darauf wieder geweiht werden konnte.
Gleichzeitig entstanden im Umkreis des Dorfes lutherische Gemeinden. Im Jahr 1545 führten auch die Herren von Crailsheim die Reformation in der Gemeinde ein. Zu Beginn des 17. Jahrhunderts wurde eine erneute Renovierung notwendig. 1604 baute man die Flachdecke mit der Bemalung ein und brachte die Emporen an. Dem Turm wurde der charakteristische Spitzhelm aufgesetzt.
Noch bevor in den Wirren des Dreißigjährigen Krieges das Dorf verwüstet wurde, richtete die Gemeinde im Jahr 1619 die Schule ein. Die Kirche wurde während des Krieges in Mitleidenschaft gezogen, konnte jedoch bald wieder instandgesetzt werden. 1732 zogen mehrere vertriebene Protestanten aus dem Salzburger Land durch den Ort, sie wurden im nahegelegenen Gochsheim untergebracht. Im Barock kamen einige neue Ausstattungsgegenstände in die Kirche.
In den Jahren 1839 und 1857 erschütterten dann zwei Auswanderungswellen ins amerikanische St. Louis, Missouri die Gemeinde. Dennoch konnten um 1850 Renovierungen vorgenommen werden. Im Jahr 1929 nahm man mehrere Darbysten, Mitglieder der Brüderbewegung, in Altenschönbach auf. In der Zeit der Weimarer Republik kam es in Altenschönbach zu einem Auftritt Andrea Ellendts, die eine Tafel für die im Weltkrieg gefallenen Soldaten einweihte.
Die Jahre 1960 bis 1964 brachten dann eine weitere, umfassende Renovierung. Ebenso 1988 bis 1991 setzte man die Kirche instand. Seit 1968 hat Altenschönbach keinen eigenen Pfarrer mehr, sondern wird von Prichsenstadt aus mitversorgt. Das Bayerische Landesamt ordnet die Kirche als Baudenkmal ein, die untertägigen Reste der Vorgängerbauten sind als Bodendenkmal geführt.

## Architektur

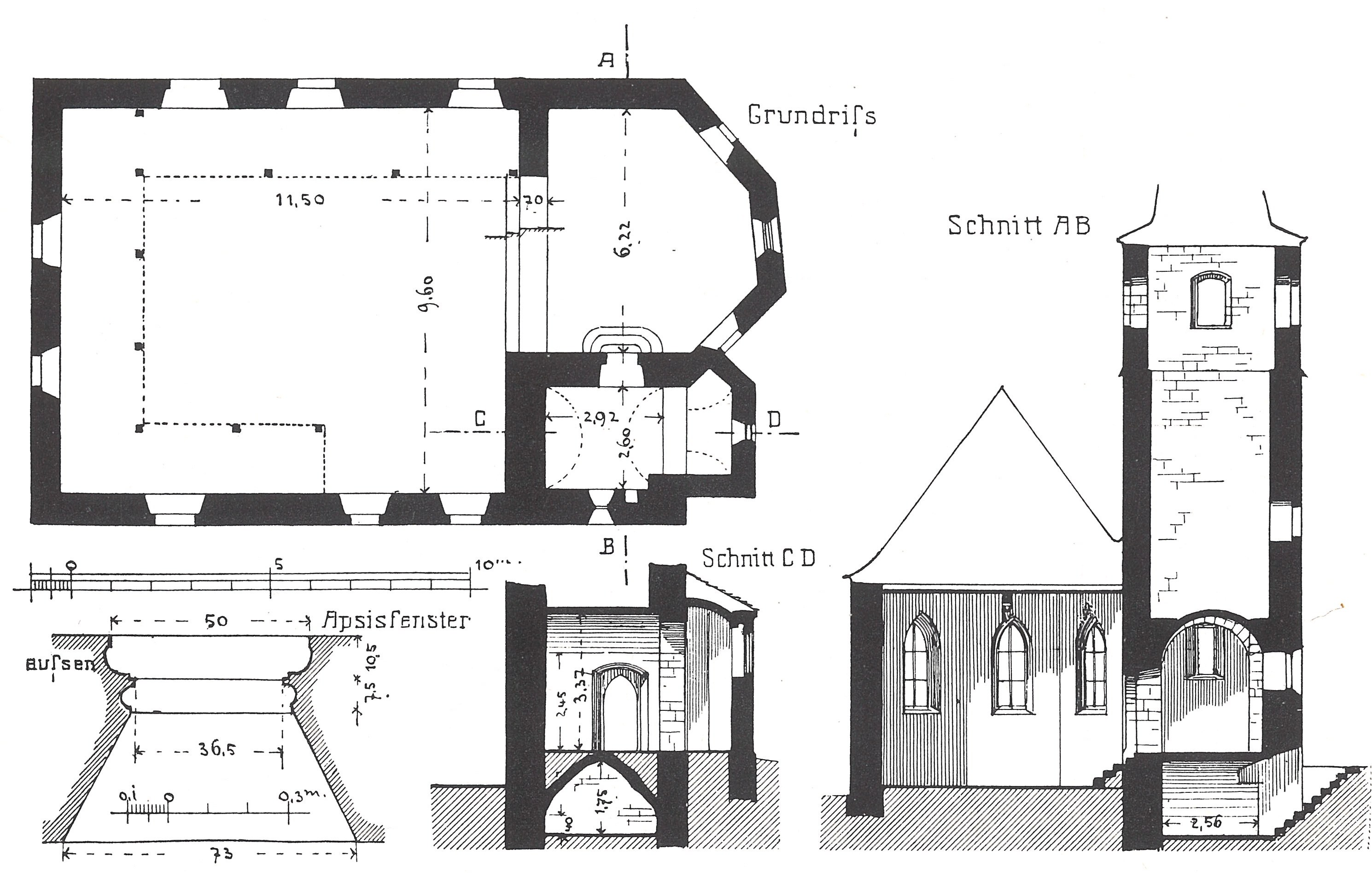
Grund- und Aufriss der Pfarrkirche

Die geostete Kirche befindet sich in der Mitte des Dorfplatzes, besitzt einen Polygonchor und ist von einer Wiese umgeben. Der Turm wurde südlich des Chores angebaut. Er ist dreigeschossig und schließt nach oben mit einem Julius-Echter-Helm ab. Das oberste Geschoss ist durch ein Gesims auch nach außen erkennbar. Vier Rechteckfenster im Obergeschoss sind mit Klangarkaden ausgestattet. Im Keller des Turmes war früher wohl ein Beinhaus untergebracht.
Das Langhaus mit fast quadratischem Grundriss und dem rechteckigen Portal im Norden wird zweireihig von Rechteckfenstern beleuchtet. Ebenfalls im Norden, östlich vom Portal, führt eine Treppe zur Empore. Der Chor der Kirche ist ebenfalls mit Rechteckfenstern ausgestattet. Eine Flachdecke bildet den Abschluss im Inneren.
Außen am Turm trägt eine Tafel aus der Zeit der Erbauung die Inschrift: „Gott zu Lob, Mariae der Jungfrauen ist dise Kirch mit dem Kor durn und der ein Seiten erlengert und erbreitert worden durch den Peter Esel als Baumeister von Kirchen Gut und sein anderer Leut Hilf vollbracht 1496.“ Ob es sich bei Peter Esel wirklich um den Baumeister oder um den damaligen Dorfherren, Peter von Esel, handelte, ist unklar.

## Ausstattung

### Epitaph von 1596
Das größte Epitaph in der Kirche füllt die größere Südseite des Chorbogens im Osten der Kirche aus. Es entstand um das Jahr 1596 nach dem Tod des Georg Wolfgang von Crailsheim, dessen Schwester es zu seinen Ehren anfertigen ließ. Der Steinmetzmeister ist unbekannt. In seinem Aufbau ähnelt der Gedenkstein dem in der Fröhstockheimer St.-Laurentius-Kirche.
Ein altarartiger Aufbau mit vollplastischen Figuren bilden den Mittelpunkt der Arbeit. Links kniet der Verstorbene Georg Wolfgang von Crailsheim unter einem Kreuz. Rechts ist seine Ehefrau, eine geborene Geyer von Giebelstadt, mit den zwölf Kindern betend dargestellt. Ein Architrav mit den Ahnenwappen bildet den Abschluss des Epitaphs. Die Wappen der Familien Crailsheim und Geyer rahmen ein großes Kruzifix ein.
Drei Schriftplatten tragen die folgenden Inschriften: „LEBT WIE EIN ALTER DEVTSCHER FEIN/ HIELT HOCH TRAVWEN VND GLAVBEN SEIN/ DARVMB ER AVCH GEBRACHT DAVON/ LOB, HVLDT VND GVNST BEY IEDERMAN“, „DIS DENKMAL VON STEIN/ ZV EWIGER GEDECHTNVS SEIN/ AVFFVEHREN LASSEN ALSO BAR/ AVF IHREN EIGEN COSTEN GAR“ und „GOTT GNAD DEM HOCHGEBORHENEM LEBEN/ WOLL VNS REICHLICH ALLEN GEBEN/ DVRCH CHRISTVM SEINEN LIEBEN SOHN/ DIE HIMMLISCHE FREVDT VND EWIG CRON“.

### Wappendecke
Die buntbemalte Flachdecke des Langhauses eines unbekannten Künstlers wurde im Jahr 1604 im Zuge der Neugestaltung der Kirche im Auftrag der Herren von Crailsheim angebracht. Sie stellt wohl eine Ahnenprobe dar, da sie verschiedene Wappen trägt. Um das Jahr 1850 wurde sie erneuert und renoviert. Der Unterzug in der Mitte der Decke teilt die bemalten Flächen in zwei Teile. Die Bretter der wurden mit Leimfarbe bemalt. Sie zeigen, eingerahmt von Rankenwerk, mehrere Wappen fränkischer Adelsgeschlechter. 
| Liste der Adelsgeschlechter an der Wappendecke | Liste der Adelsgeschlechter an der Wappendecke | Liste der Adelsgeschlechter an der Wappendecke | Liste der Adelsgeschlechter an der Wappendecke | Liste der Adelsgeschlechter an der Wappendecke | Liste der Adelsgeschlechter an der Wappendecke | Liste der Adelsgeschlechter an der Wappendecke | Liste der Adelsgeschlechter an der Wappendecke |
| Süden                                          | Süden                                          | Süden                                          | Süden                                          | Süden                                          | Süden                                          | Süden                                          | Süden                                          |
| ---------------------------------------------- | ---------------------------------------------- | ---------------------------------------------- | ---------------------------------------------- | ---------------------------------------------- | ---------------------------------------------- | ---------------------------------------------- | ---------------------------------------------- |
| Westerstet                                     | Ostheim                                        | Berlich                                        | Geier                                          | Redwitz                                        | Giech                                          | Leyneck                                        | Grailsheim                                     |
| Specht                                         | Tüngen                                         | Königshofen                                    | Wolfskel                                       | Lichtenstein                                   | Schaumberg                                     | Wichsenstein                                   | Seckendorf                                     |
| Weiler                                         | Eberstein                                      | Mitzhaim                                       | Dettelbach                                     | Truchsess von Pomersfeld                       | Gotsfelden                                     | Wallenrot                                      | Simar                                          |
| Stein                                          | Marschall v. Ostheim                           | Steinau                                        | Schenck v. Geier                               | Bibra                                          | Fuchs                                          | Streitberg                                     | Willmersdorf                                   |
| Norden                                         |                                                |                                                |                                                |                                                |                                                |                                                |                                                |
| Zobel                                          | Bibra                                          | Vinsterlohe                                    | Schaizerer                                     | Wetzheim                                       | Masbach                                        | Münster                                        | Rosenberg                                      |
| Lichtenstein                                   | Seckendorf                                     | Tüngen                                         | Wengkheim                                      | Marschall von Ostheim                          | Kehr                                           | Giech                                          | Fronsberg                                      |
| Schenk von Seldeneck                           | Stibar                                         | v. Baldersheim                                 | Mersfeld                                       | Voit v. Salsburg                               | Schaumberg                                     | Lichtenstein                                   | Helmstat                                       |
| Herberg                                        | Vestenberg                                     | Wolfskel                                       | Dimar                                          | Herbilstat                                     | Herberg                                        | Marschall v. Ebnet                             | Rechberg                                       |

### Glocken
Der Turm der Kirche trägt ein dreistimmiges Geläute. Die kleinste Glocke stammt noch aus dem 15. Jahrhundert, die beiden großen Glocken wurden nach dem Zweiten Weltkrieg als Ersatz für die eingeschmolzenen Glocken angeschafft.
| Nummer | Ton   | Gießer    | Gussjahr        | Durchmesser | Überschrift |
| ------ | ----- | --------- | --------------- | ----------- | --- |
| 1      | h’    | Karl Hamm | 1950            | 860 mm      | „Dem Gedächtnis der Gefallenen und Verlassenen - Sei getreu bis in den Tod so will ich dir die Krone des Lebens geben. K. Hamm Regensburg goss mich 1950“ |
| 2      | cis’’ | Karl Hamm | 1950            | 680 mm      | „Geheiligt werde dein Name, dein Reich komme, dein Wille geschehe. K.Hamm Regensburg goss mich 1950“                                                      |
| 3      | fis’’ | Hans Hall | 15. Jahrhundert | 550 mm      | Gotische Minuskeln |

### Weitere Ausstattung
Der Altar im Mittelpunkt des Chors im Stile des Rokokos ist mit Muschelwerk verziert und kam 1790 in die Kirche. Den Auszug bildet ein Auge der Vorsehung. Im Jahr 1680 war bereits eine Kanzel eingebaut worden. Sie besitzt einen Polygonkorpus und ist mit zwei gewirrlten Ecksäulen ausgestattet. Akanthusfüllungen sind als Verzierungen angebracht.
Neben dem großen Epitaph tragen die Wände der Kirche weitere Gedenktafeln. Sie sind den Kindern des Georg Wolfgang von Crailsheim gewidmet, die vor ihrem Vater zu Grabe getragen wurden. Hinter dem Altar befindet sich ein Abschlussgitter, das wohl Teil einer ehemaligen Herrschaftsloge war, die im Jahr 1701 abgetragen wurde. Die Orgel wurde 1967 auf der Westempore aufgestellt.